# Poreuze ganzerikroest
De poreuze ganzerikroest (Phragmidium potentillae) is een schimmel behorend tot de familie Phragmidiaceae. De schimmel is een biotrofe parasiet die spermogonia, aecia, uredinia en telia vormt op de bladeren van ganzerik. 

## Kenmerken
Spermogonia en aecia
De lichtgele aecia zitten vooral aan de voorkant van de bladeren. Ze hebben geen of een paar dunne, knotsvormige parafysen. De aeciosporen zijn (18-) 20-29 (-30,5) × (15-) 16,5-22 (-23) μm. De kleurloze wanden zijn 0,7-1,8 μm dik en bedekt met scherpe, conische stekels met een diameter van 0,5-0,8 (-1,0) μm en een lengte van (1,0-) 1,2-3,2 (-4,5) μm. De 6-8, verspreid voorkomende kiemporen zijn meestal slecht zichtbaar.
Uredinia
De gele, crèmekleurig verkleurende uredinia zitten op de achterkant van de bladeren en hebben aan de randen knotsvormige, dunwandige, 8-15 μm dikke parafysen. Soms komen de parafysen overvloedig voor, maar vaak weinig of afwezig. De urediniosporen zijn (18-) 19,5-28 (-30) (-33) × (15-) 16-21,5 (-23) μm groot en hebben een (0,5-), 0,6-1,0 (-1,2) (-1,5) μm dikke wand. De verspreid voorkomende kiemporen zijn slecht zichtbaar.
Telia
De zwarte, kussenvormige telia zitten op de achterkant van de bladeren en soms ook op de bladstelen. De (17-) (32-) 43-85 (-92) (-103) × 20-29 (-30.5) μm grote teliosporen hebben 3-4 cellen en zijn enigszins versmald bij de tussenwanden. De wanden van de teliosporen zijn 1,5-2,3 μm dik en het dunste aan de basis. Ze hebben op de top zelden een korte spits, die tot 4,5 μm lang kan zijn. De buitenwand is geheel glad en heeft een gele tot geelbruine kleur. Op de topcellen zitten 2-3, grove kiemporen. De middelste cellen hebben (2) 3-4 kiemporen. De kleurloze steel is 80-170 (-205) μm lang en is soms verbreed in het onderste deel. In de onderste helft zitten vaak fijne, ringvormige groeven.

## Verspreiding
De poreuze ganzerikroest komt voor in Europa en Noord-Amerika. In Nederland komt de poreuze ganzerikroest uiterst zeldzaam voor.

## Foto's

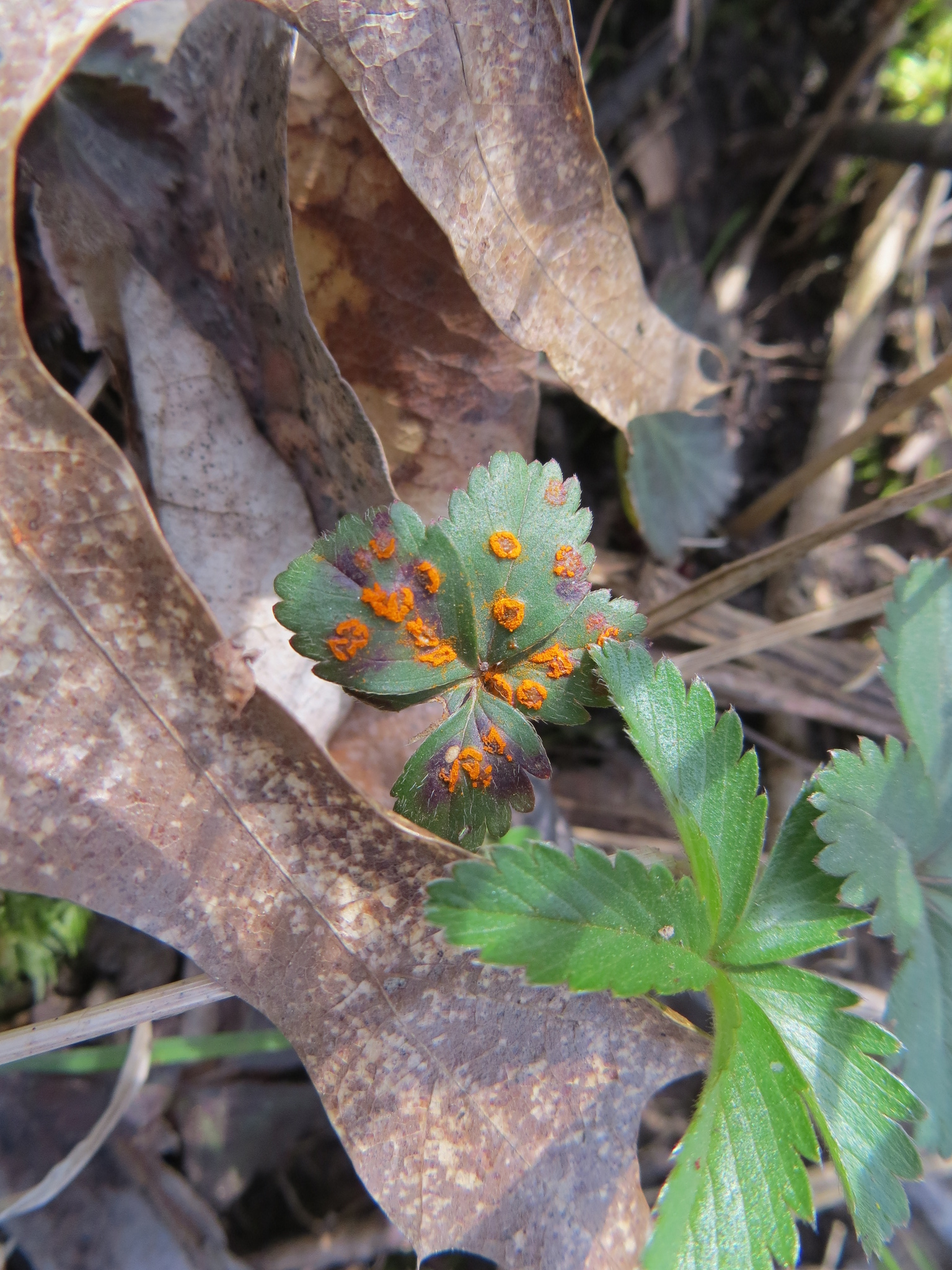
Aecia op Potentilla simplex
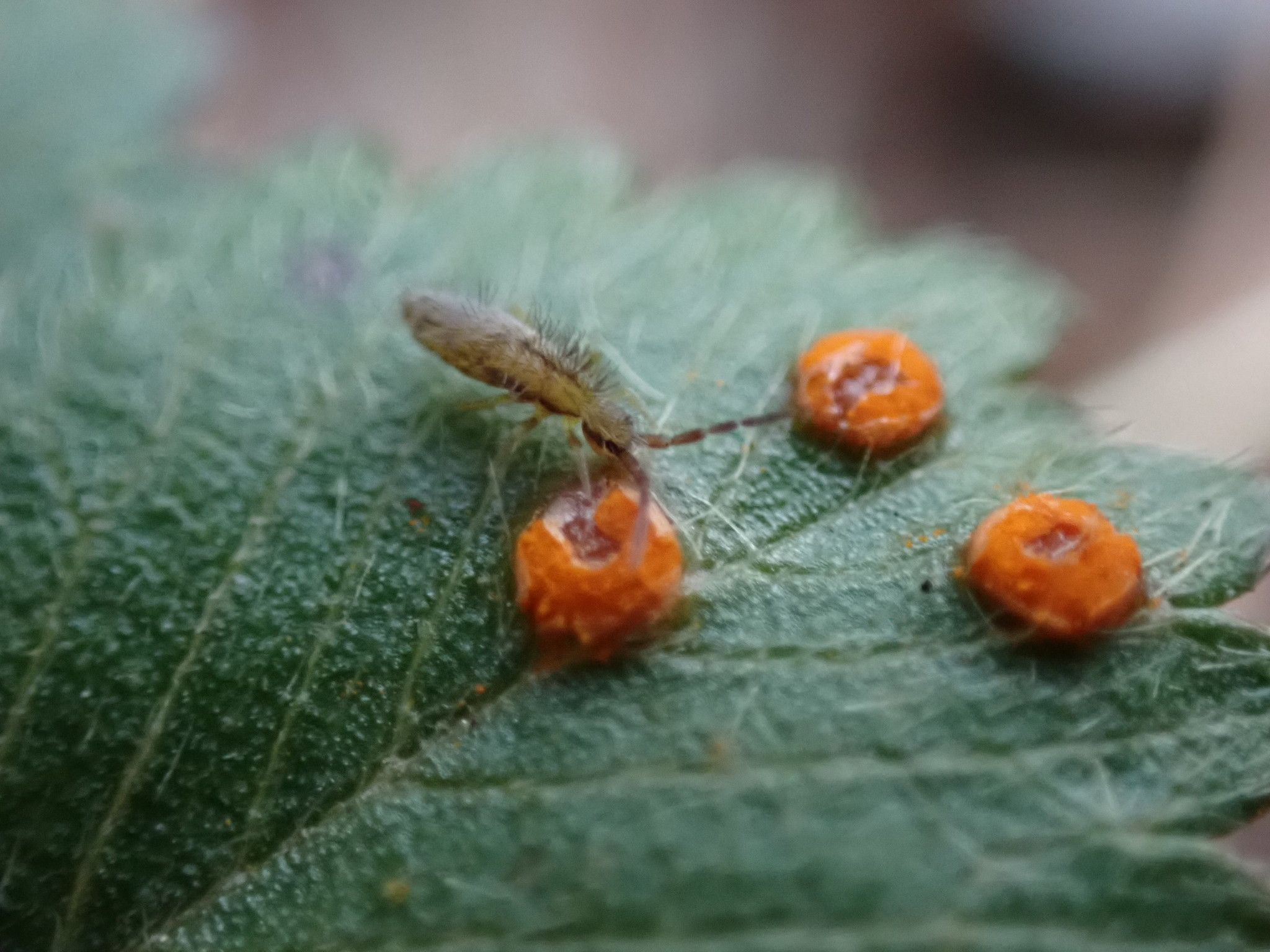
Aecia
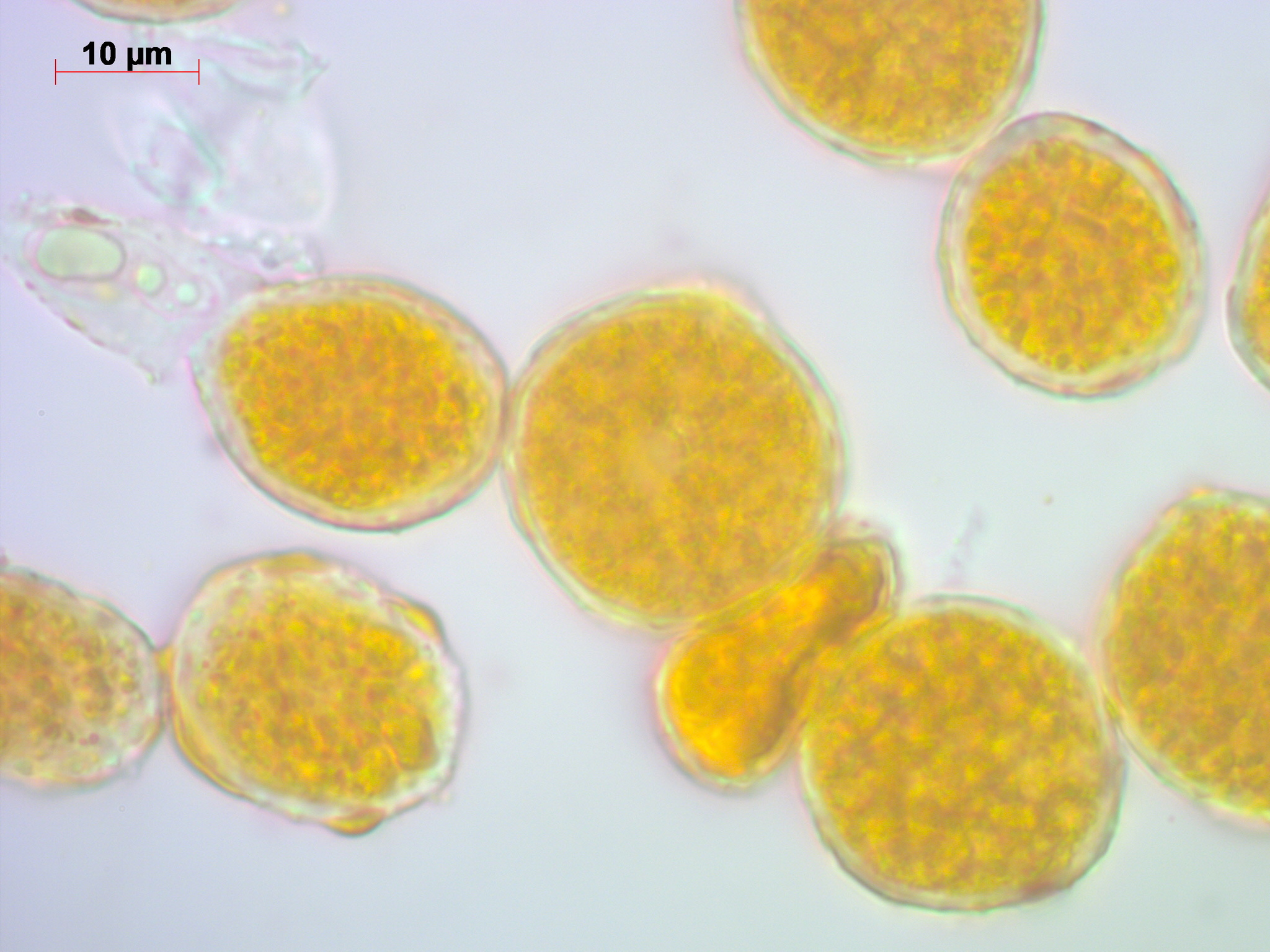
Aeciosporen op viltganzerik
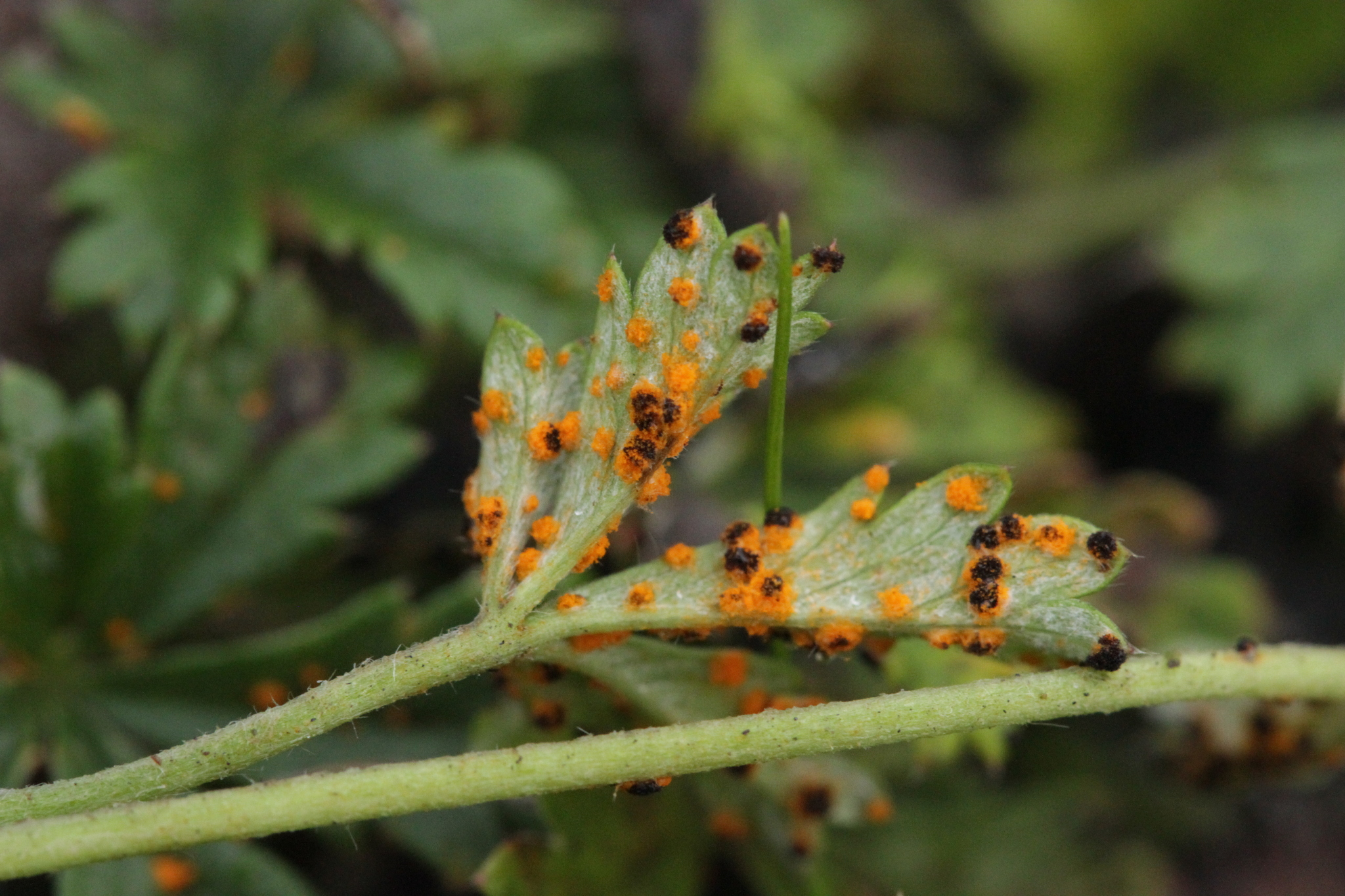
Uredinia en telia op viltganzerik
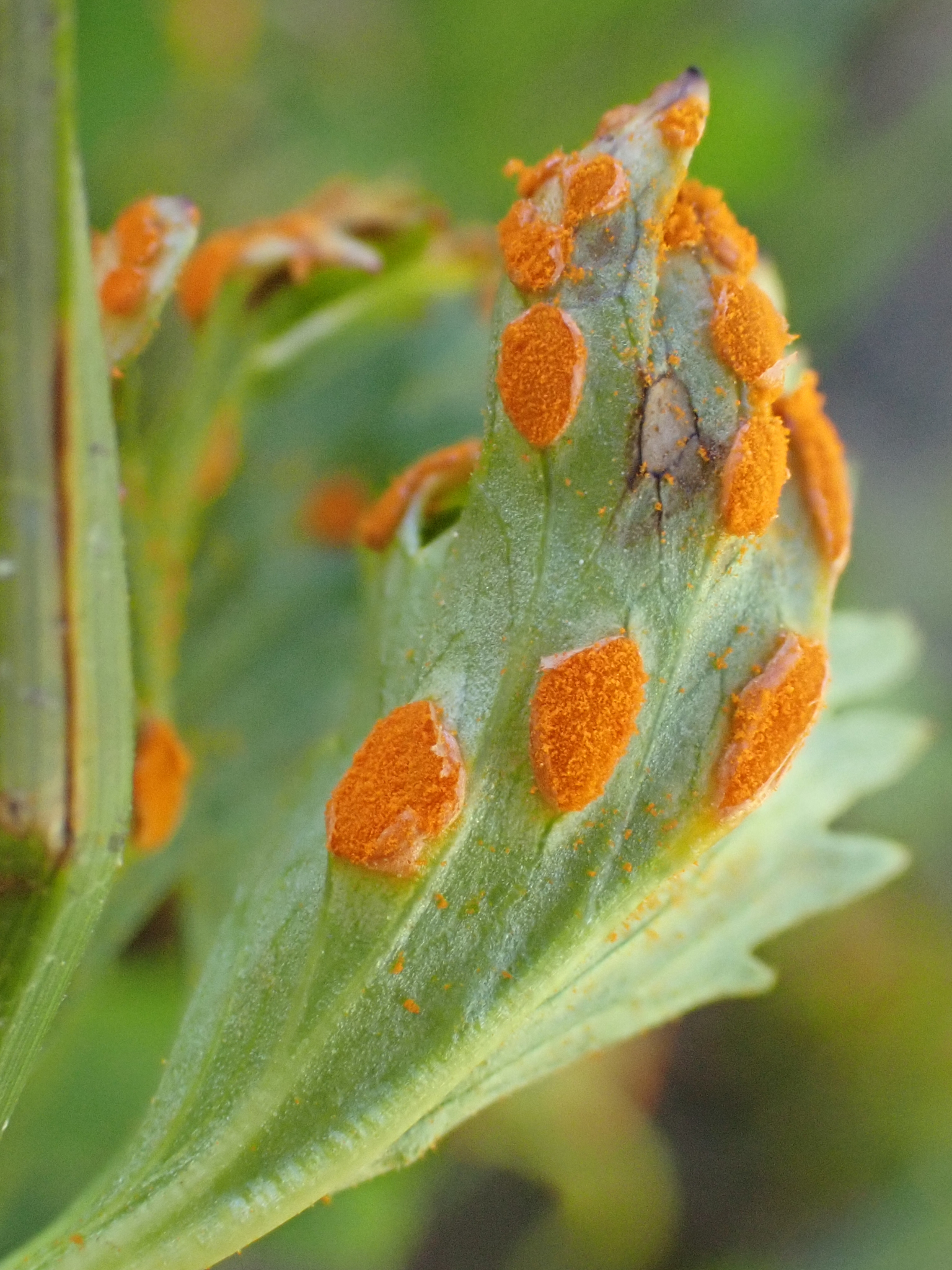
Uredinia op Potentilla flabellifolia
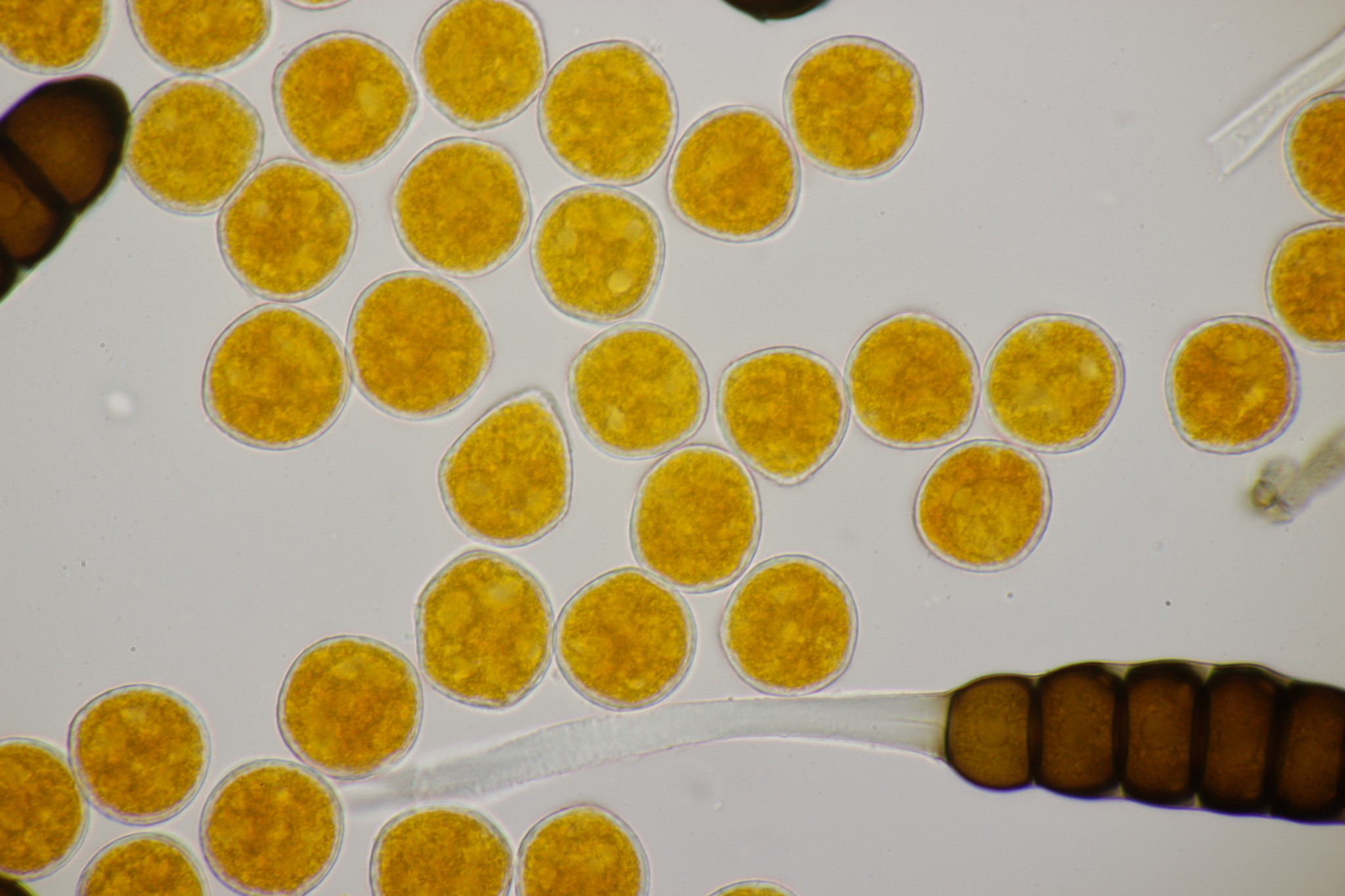
Urediniosporen op viltganzerik
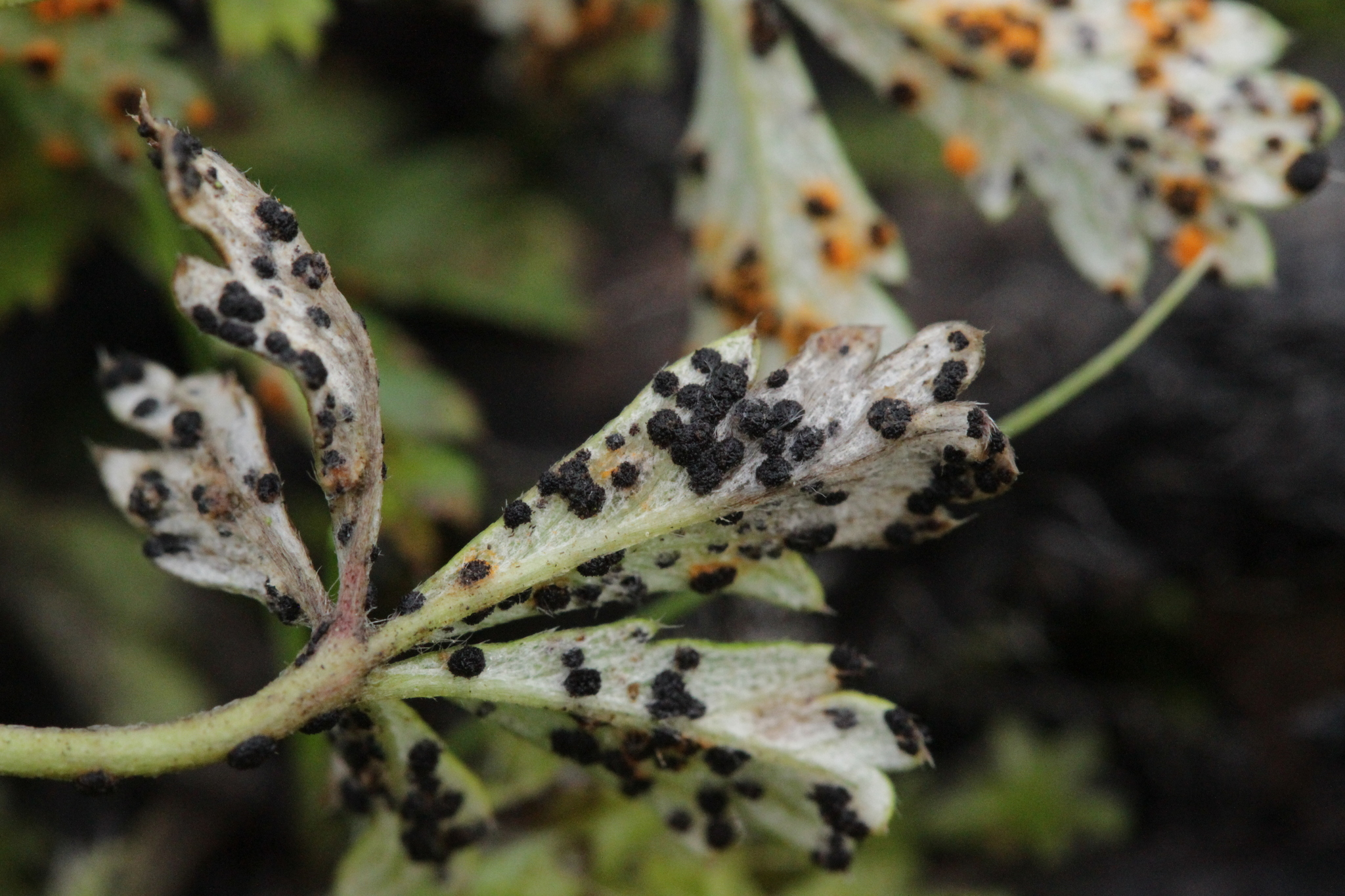
Telia op viltganzerik
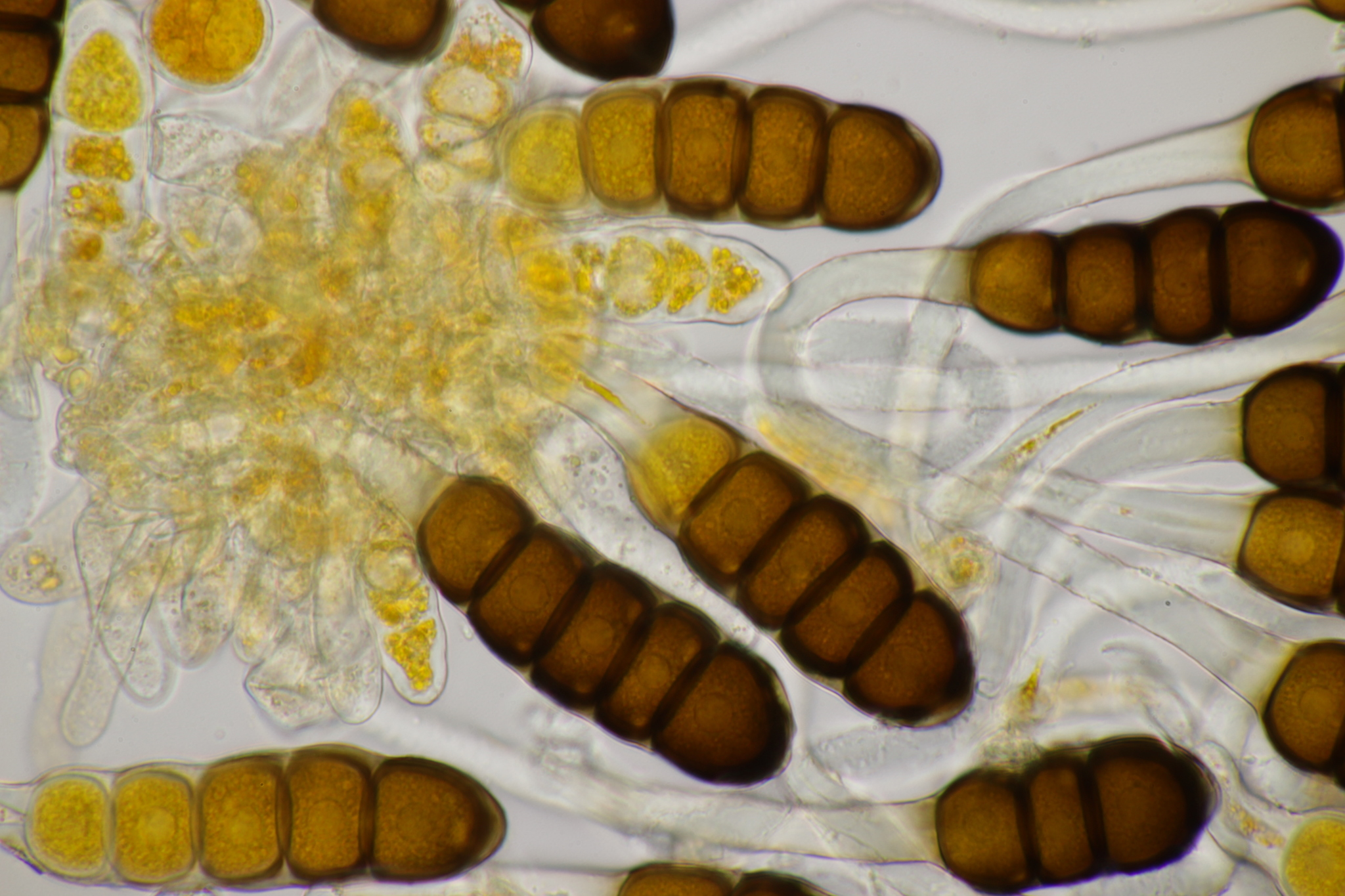
Telium met teliosporen op viltganzerik